# 장메이후이
장메이후이(중국어 정체자: 張美慧, 병음: Zhāng Mêihùi, 1970년 12월 3일 ~ )는 타이완의 정치인으로, 2018년 화롄현의원으로 당선된다.